# جون ويلارد (ممثل)
جون ويلارد (بالإنجليزية: John Willard)‏ هو كاتب مسرحي وممثل أمريكي، ولد في 28 نوفمبر 1885 في سان فرانسيسكو في الولايات المتحدة، وتوفي في 30 أغسطس 1942 في لوس أنجلوس في الولايات المتحدة.

## وصلات خارجية
- جون ويلارد على موقع IMDb (الإنجليزية)
- جون ويلارد على موقع ميوزك برينز (الإنجليزية)
- جون ويلارد على موقع قاعدة بيانات برودواي على الإنترنت (الإنجليزية)
- جون ويلارد على موقع قاعدة بيانات الفيلم (الإنجليزية)